# Lalesh
Lalesh, ou Lalish, est un lieu saint du yézidisme situé en Irak (au Bahdinan, province de Ninive). Il abrite le tombeau du réformateur yézidi Cheikh Adi ibn Musafir.

## Village

### Géographie
Lalesh se trouve en Irak (Kurdistan) dans la région du Bahdinan. Le village est situé à environ 50 kilomètres au nord de Mossoul et n'est accessible que par une unique route. 
Le village est positionné dans une zone montagneuse. Il se situe au milieu d'une vallée, considérée comme sacrée par les yézidis. Lalesh est encadré au nord par le mont 'Erefat, au sud par le mont Meshet et à l'ouest par le mont Hezret. 

### Histoire
Un temple dédié à Mithra se trouvait à Lalesh.
Un monastère chrétien était construit à Lalesh. Lorsque Adi ibn Musafir arrive en retraite à Lalesh, il s'installe dans l'édifice abandonné.
Sous la domination ottomane, Lalesh a été transformé en école coranique.
Lors des exactions commises par l'État islamique au milieu des années 2010, plusieurs communautés yézidies trouvent refuge à Lalesh. Le village n'a jamais été conquis durant cette période.

## Lieu saint yézidi

### Présentation générale
Lalesh est le principal lieu saint du yézidisme. Un important complexe religieux s'y trouve, comportant notamment le sanctuaire consacré au Cheikh Adi ibn Musafir et à sa dépouille, des temples ainsi que des tombeaux.
Dans l'architecture religieuse yézidie, les bâtiments sont de forme rectangulaire. Les toits des édifices majeurs, à l'exemple du sanctuaire du Cheikh Adi, sont coniques et constitués d'arêtes multiples, symbolisant les rayons solaires.

### Histoire du complexe religieux
Au cours du XIIe siècle, le Cheikh Adi ibn Musafir s'installe dans un ancien monastère chrétien de la région de Lalesh. Progressivement et en lien avec le développement de la doctrine yézidie portée par le dignitaire soufi, un premier centre religieux yézidi apparaît. Il est destiné à accueillir les premiers pèlerins venant visiter le Cheikh ainsi qu'à être un lieu d'enseignement.
À sa mort en 1162, le Cheikh Adi est inhumé à Lalesh. Sa tombe devient rapidement un lieu de pèlerinage central pour les communautés yézidies.

## Sanctuaire de Cheikh Adi ibn Musafir
Le sanctuaire dédié au Cheikh Adi ibn Musafir accueille la tombe du saint yézidi.
Le sanctuaire est constitué de plusieurs salles et de grottes. Dans certaines salles, des tissus noués pendent le long des colonnes. La tradition yézidie demande que les pèlerins fassent un nœud accompagné d'un vœu et défassent l'un des nœuds précédents.

Vues sur le sanctuaire dédié au Cheikh Adi ibn Musafir
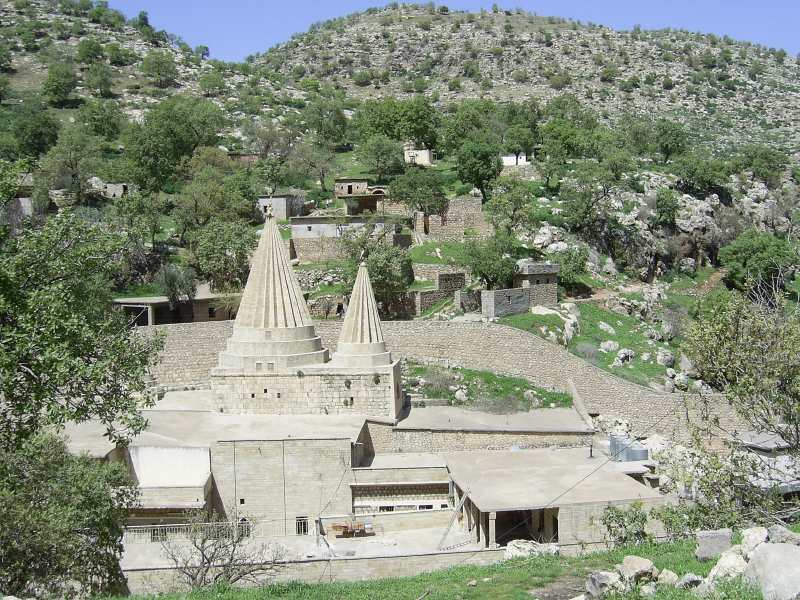
Vue générale du sanctuaire en 2006. Les deux tours coniques marquent l'emplacement du tombeau.
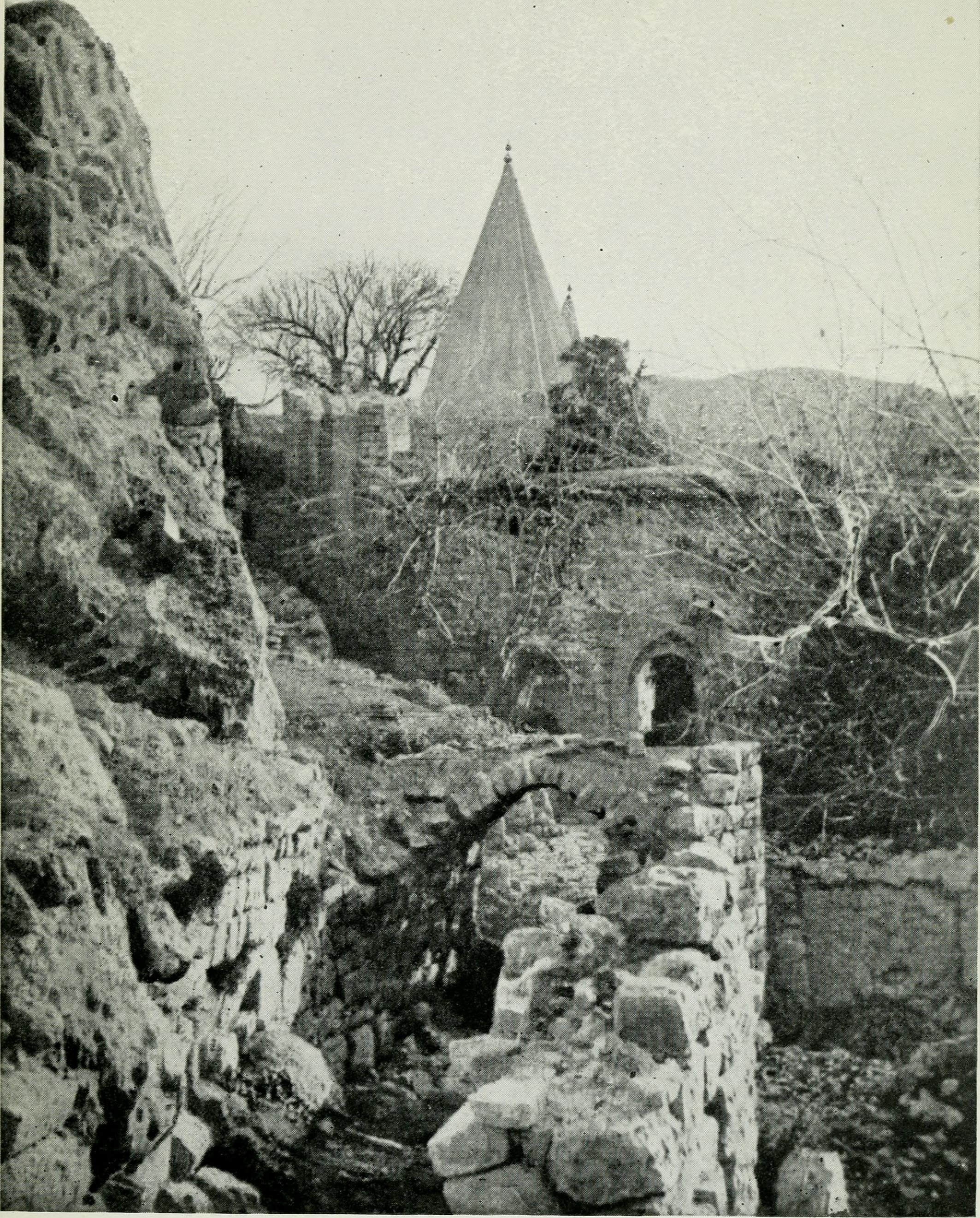
Vue sur le toit conique du tombeau (circa 1920).

## Pèlerinage
Lalesh est le principal lieu de pèlerinage pour les yézidis. Les festivités pour le nouvel an yézidi, au mois d'avril, attire une importante population.

Festival de Lalesh le jour du Nouvel an Ezidi en 2017